# Vinnie Calabrese
Vinnie Calabrese (* 7. Oktober 1987 in Sydney) ist ein australischer Snookerspieler. 

## Karriere
Vinnie Calabrese wurde in der zur Metropole Sydney gehörenden Ortschaft Campbelltown geboren. Von Kindheit an war er mit Snooker in Kontakt, da sein Vater ein Snookerclubbetreiber war. Bereits in der Jugend war er sehr erfolgreich und gewann zahlreiche nationale Jugendtitel. Mit 17 Jahren wurde er der bis dahin jüngste Sieger bei der australischen Snookermeisterschaft.
Wenig später ging er nach Großbritannien und nahm an der Pontin’s International Open Series teil, um einen Platz auf der Snooker Main Tour zu bekommen. Bis 2010 spielte er immer wieder in den im walisischen Prestatyn ausgetragenen Turnieren und erreichte dabei dreimal das Achtelfinale. Zur Qualifikation für den Profisnooker reichte es jedoch nicht. Auch bei der Nachfolgeveranstaltung, der Q School bewarb er sich 2011 und 2012 erfolglos und scheiterte jeweils spätestens in Runde 3.
Calabreses beste nationale Leistungen in dieser Zeit waren das Erreichen des Finales der Australian Open Snooker Championship im Jahr 2010, das er knapp mit 5:6 gegen Steve Mifsud verlor, und erneut im Jahr 2012, wo er mit demselben Ergebnis Shawn Budd unterlag. Im Jahr darauf nahm er dann an der Ozeanienmeisterschaft in Port Moresby teil und konnte sich diesmal den Titel sichern. Aufgrund dieses Erfolgs wurde er vom Kontinentalverband für die Main Tour nominiert und bekam auf diesem Weg die Startberechtigung bei den Profiturnieren für die kommenden beiden Spielzeiten.
In die Saison 2013/14 startete der Australier, der in England bei seinem Landsmann Neil Robertson Unterkunft fand, mit der erfolgreichen Qualifikation für das Hauptturnier des Wuxi Classics. Bei der UK Championship erreichte er ein zweites Mal die Runde der letzten 64, nachdem er Dominic Dale bezwungen hatte. Dazwischen lag noch das erfolgreiche Abschneiden bei den Bluebell Wood Open, einem Minor-Ranking-Turnier der Players Tour Championship. In der ersten Runde schlug er den Weltranglistenzweiten Mark Selby und erreichte danach das Achtelfinale. Bei der Snookerweltmeisterschaft überstand er zum Saisonabschluss mit einem Sieg über Noppon Saengkham noch die erste Qualifikationsrunde, da er sonst aber immer alle Auftaktspiele verloren hatte, schaffte er in dieser Saison in der Snookerweltrangliste nie den Sprung unter die Top 100. Erst nach dem Erstrundensieg in der Shanghai Masters-Qualifikation der Folgesaison erreichte er mit Platz 79 seine bis dahin beste Ranglistenposition. Nach den German Masters im Februar 2015 war er jedoch wieder bis auf Platz 90 zurückgefallen. Daraufhin entschloss er sich zum vorzeitigen Rückzug von der Main Tour, um als Amateur neu zu starten. Er trat erneut bei der Ozeanienmeisterschaft an und sicherte sich zum zweiten Mal den Titel. Damit wurde er vom Verband auch für zwei weitere Jahre für die Main Tour nominiert.
Zum Auftakt der Saison 2015/16 gewann er bei den Australian Open sein Auftaktmatch gegen einen Amateur, ein weiterer Sieg folgte beim Shanghai Masters. Danach gab es aber nur noch teilweise sehr deutliche Niederlagen. Nachdem er auch bei den China Open keinen Erfolg erzielt hatte, trat er zur abschließenden Weltmeisterschaft gar nicht mehr an und gab seinen Profistatus nach einem Jahr wieder ab.
Bei der australischen Meisterschaft erreichte er 2016 zum zweiten Mal in seiner Karriere das Finale. Er verlor gegen James Mifsud mit 1:6.

## Erfolge
- Sieger der Oceania Men’s Snooker Championship 2013
- Sieger der Oceania Men’s Snooker Championship 2015
- Sieger der Australian National Snooker Championship 2005 (Finalist: 2016)